# 井波律子
井波 律子（いなみ りつこ、1944年2月11日 - 2020年5月13日）は、日本の中国文学者。『三国志』、『三国志演義』の著述・翻訳などで知られる。国際日本文化研究センター名誉教授。

## 経歴
1944年、富山県高岡市に生まれる。小学生の時、京都市に転居。京都市立紫野高等学校卒業。1966年京都大学文学部卒業。1972年京都大学大学院文学研究科博士課程修了。
1974年、京都大学助手。1976年、金沢大学助教授、1990年教授。1995年に国際日本文化研究センター教授となる。2009年定年退任。朝日新聞書評委員（1998年～2001年）、大佛次郎賞選考委員（2010～2013年）も務めた。紫式部文学賞選考委員でもあった。
2020年5月13日、肺炎のため京都市内の病院にて逝去。76歳没。

## 業績
- 1972年の「曹操論」（『中国文学報』京都大学文学部中国語学中国文学研究室）をはじめ、「『三国志演義』 - 語り物から物語文学へ」（『創造の世界』小学館、1998年）や「大上正美『阮籍・嵆康の文学』書評、六朝文学に賭けたパトスの精華」（『東方』東方書店発行、2000年）など論文多数。2002年に完訳版『三国志演義』（ちくま文庫）を刊行。一般向けの著書も、古典中国文学、『三国志』関連、列伝などで数多く著している。2007年には『トリックスター群像』で第10回桑原武夫学芸賞受賞[2]。
- 中国文学の研究から派生した妖怪・伝奇研究もある。高島俊男が幸田露伴の「運命」について、ネタ本を訓読しただけだと批判したのに対し、直接高島の論には触れず、露伴は取捨選択していると賞賛している（「幸田露伴の中国小説」『文学』2005年1･2月）。高島との論争には発展していない。

## 家族・親族
- 夫は中国文学者の井波陵一[2]。

## 受賞・栄典
- 2007年：桑原武夫学芸賞
- 2015年：京都市文化功労者顕彰

## 著書
※は電子書籍も刊
- 『中国人の機智 「世説新語」を中心として』中公新書、1983年 / 講談社学術文庫（大文字版）、2009年※
- 『中国的レトリックの伝統』影書房、1987年 / 講談社学術文庫（抄版）[注 1]、1996年
- 『読切り三国志』筑摩書房、1989年 / ちくま文庫、1992年 解説吉川忠夫 / 潮文庫（改訂版）[注 2]、2022年8月※
- 『中国のグロテスク・リアリズム』平凡社、1992年 / 中公文庫、1999年 解説砺波護
- 『酒池肉林 中国の贅沢三昧』講談社現代新書、1993年 / 講談社学術文庫、2003年※
- 『中国のアウトサイダー』筑摩書房、1993年
- 『三国志演義』岩波新書、1994年
- 『三国志曼荼羅』筑摩書房、1996年 / 岩波現代文庫（増補版）、2007年
- 『破壊の女神 中国史の女たち』新書館（選書版）、1996年 / 光文社知恵の森文庫、2007年
- 『裏切り者の中国史』講談社選書メチエ、1997年 / 講談社学術文庫、2024年1月※
- 『中国文学 読書の快楽』角川書店、1997年
- 『中国的大快楽主義』作品社、1998年
- 『百花繚乱－女たちの中国史』日本放送出版協会、1998年 -「NHK人間大学」放送テキスト
- 『中国文章家列伝』岩波新書、2000年
- 『中国幻想ものがたり』大修館書店〈あじあブックス〉、2000年
- 『中国の隠者』文春新書、2001年
- 『中国文学の愉しき世界』岩波書店、2002年 / 岩波現代文庫、2017年9月※
- 『中国ミステリー探訪 千年の事件簿から』日本放送出版協会、2003年 / 潮文庫、2024年11月 解説永田知之※
- 『「三国志」を読む』岩波書店〈岩波セミナーブックス〉、2004年 / 岩波現代文庫、2025年5月 解説井波陵一※
- 『故事成句でたどる楽しい中国史』岩波ジュニア新書、2004年※
- 『奇人と異才の中国史』岩波新書、2005年 - 掌編の列伝
- 『三国志名言集』岩波書店、2005年 / 岩波現代文庫、2018年1月※ - 格言集
- 『トリックスター群像 中国古典小説の世界』筑摩書房、2007年 / 潮文庫、2023年9月 解説松浦智子※
- 『中国名言集 一日一言』岩波書店、2008年 / 岩波現代文庫、2017年11月※ - 格言集
- 『中国の五大小説 上 三国志演義・西遊記』
- 『中国の五大小説 下 水滸伝・金瓶梅・紅楼夢』岩波新書、2008-2009年
- 『中国名詩集』岩波書店、2010年 / 岩波現代文庫、2018年3月※
- 『キーワードで読む「三国志」』潮出版社、2011年 / 潮文庫、2019年7月※
- 『中国侠客列伝』講談社、2011年 / 講談社学術文庫、2017年2月※
- 『論語入門』岩波新書、2012年※
- 『一陽来復 中国古典に四季を味わう』岩波書店、2013年3月 / 岩波現代文庫（増補版）、2023年10月 解説井波陵一※
- 『水滸縦横談』潮出版社、2013年6月 / 潮文庫、2020年12月 解説三浦雅士※
- 『中国人物伝』岩波書店（全4巻）、2014年9月-12月 - 既刊からの新編
  - 『I 乱世から大帝国へ 春秋戦国～秦・漢』
  - 『II 反逆と反骨の精神 三国時代～南北朝』
  - 『III 大王朝の興亡 隋・唐～宋・元』
  - 『IV 変革と激動の時代 明・清・近現代』
- 『史記・三国志英雄列伝 戦いでたどる勇者たち』潮出版社、2015年11月 / 潮文庫、2021年9月 解説佐藤卓己※
- 『書物の愉しみ』岩波書店、2019年6月 - 書評集

以下は遺著（各・井波陵一 編）
- 『ラスト・ワルツ 胸躍る中国文学とともに』岩波書店、2022年2月
- 『中国文学逍遥1 時を乗せて折々の記』本の泉社、2023年9月
- 『中国文学逍遥2 汲めど尽きせぬ古典の魅力』本の泉社、2023年10月
- 『中国文学逍遥3 楽しく漢詩文を学ぼう』本の泉社、2023年11月

### 編著
- 『三国志を行く 諸葛孔明篇』新潮社〈とんぼの本〉1995年（写真：山口直樹）
- 『中国史重要人物101』新書館 1996年、新装版2005年
- 『中国の名詩101』新書館 2005年
- 『「論語」を、いま読む』編集グループSURE 2005年
- 『幸田露伴の世界』井上章一共編、思文閣出版 2009年
- 『アジアが生みだす世界像──竹内好の残したもの』 編集グループSURE 2009年
鶴見俊輔/中島岳志/大澤真幸/山田慶児/山田稔/黒川創 共編

### 翻訳
- 陳寿、裴松之注『正史 三国志』ちくま学芸文庫（全8巻中の1・2・5巻）、1992-1993年
  - 元版『世界古典文学全集24A 三国志 魏書』、『24B 魏書 続 蜀書』筑摩書房、1977-1982年
　全3巻で、今鷹真、小南一郎と分担訳、続編『24C 呉書』（1989年）は小南訳
- 羅貫中『三国志演義』ちくま文庫（全7巻）、2002-2003年 / 講談社学術文庫（全4巻）、2014年※
- 劉義慶『世説新語』平凡社東洋文庫（全5巻）、2013年-2014年※
  - 旧版『鑑賞中国の古典14 世説新語』角川書店、1988年。抜粋訳・解説
- 『完訳 論語』岩波書店、2016年6月※
- 『水滸伝』講談社学術文庫（全5巻）、2017年9月-2018年1月※。元版は百回本
- 『中国奇想小説集 古今異界万華鏡』平凡社、2018年11月※ / 平凡社ライブラリー、2025年6月※。作品30篇を新訳